# 蘆別市
蘆別市（日语：／ Ashibetsu shi */?）是位于北海道空知綜合振興局東部的一個城市，大部分區域地處夕張山地的北部，是日本面積最大的地區之一。境內近九成地區為森林。當地主要的產業為農業和工業。過去在煤礦產業最繁榮時期人口曾經超過7萬人，但在礦坑封閉之後人口銳減，目前致力於拓展旅遊事業。
城市名稱源自南北貫穿蘆別市中間的蘆別川。「蘆別」源自阿伊努語的「has-pet」（灌木林中的河川）或是「as-pet」（降落的河川）。

## 人口
| 蘆別市人口分布圖 |                                               |  |
| 蘆別市與日本全國年齡別人口分布比較圖 （2005年資料） | 蘆別市的年齡、男女別人口分布圖 （2005年資料） |  |
| ■紫色是蘆別市 ■綠色是全国 | ■藍色是男性 ■紅色是女性                       |  |
| 蘆別市人口變化 \| 1970年 \| 42,730人 \| \| \| 1975年 \| 36,520人 \| \| \| 1980年 \| 32,946人 \| \| \| 1985年 \| 30,017人 \| \| \| 1990年 \| 25,078人 \| \| \| 1995年 \| 22,931人 \| \| \| 2000年 \| 21,026人 \| \| \| 2005年 \| 18,899人 \| \| \| 2010年 \| 16,632人 \| \| \| 2015年 \| 14,676人 \| \| \| 2020年 \| 12,555人 \| \| |                                               |  |
| 資料來源：日本總務省統計中心提供之人口普查數據 |                                               |  |
| 1970年 | 42,730人                                      |  |
| 1975年 | 36,520人                                      |  |
| 1980年 | 32,946人                                      |  |
| 1985年 | 30,017人                                      |  |
| 1990年 | 25,078人                                      |  |
| 1995年 | 22,931人                                      |  |
| 2000年 | 21,026人                                      |  |
| 2005年 | 18,899人                                      |  |
| 2010年 | 16,632人                                      |  |
| 2015年 | 14,676人                                      |  |
| 2020年 | 12,555人                                      |  |

## 歷史
- 1893年：原本居住於歌志內佐藤傳治郎移居至此，成為最早進入此地開墾的和人。
- 1897年：奈江村（現在的砂川市）和瀧川村（現在的瀧川市）分別分出部分區域，設置歌志內村（轄區包含現在的歌志內市、赤平市、蘆別市），並設置歌志內村戶長役場。
- 1900年6月1日：蘆別村從歌志內村分村，並設置蘆別村戶長役場。[6]
- 1906年4月1日：成為北海道二級村。
- 1917年：久原礦業油谷蘆別煤礦開始營運。
- 1923年4月1日：成為北海道一級村。
- 1924年：三菱鑛業蘆別鑛業所開始營運。
- 1938年：蘆別高根煤礦高根鑛業所開始營運。
- 1941年4月1日：改制為蘆別町。
- 1943年：三井蘆別鑛業開始營運。
- 1944年：明治鑛業明治上蘆別鑛業所開始營運。
- 1953年4月1日：改制為蘆別市。
- 1963年：明治鑛業明治上蘆別鑛業所停止營運。
- 1964年：三菱鑛業蘆別鑛業所停止營運。
- 1967年：蘆別高根煤礦高根鑛業所停止營運。
- 1969年：油谷鑛業油谷蘆別煤礦停止營運。
- 1992年：三井蘆別煤礦停止營運。

## 交通

### 鐵路
- 北海道旅客鐵道
  - 根室本線：蘆別車站 - 上蘆別車站 - 野花南車站

### 道路
| 一般國道 - 國道38號（蘆別國道） - 國道452號 | 主要地方道 - 北海道道4號旭川蘆別線 - 北海道道70號蘆別美瑛線 - 北海道道115號蘆別砂川線 - 北海道道135號美唄富良野線 道道 - 北海道道224號蘆別赤平線 - 北海道道339號高根平岸停車場線 - 北海道道365號上蘆別停車場線 - 北海道道567號上蘆別停車場野花南湖線 - 北海道道601號野花南停車場線 - 北海道道788號蘆別停車場線 - 北海道道978號野花南蘆別線 |

### 巴士
- 北海道中央巴士
- 夕鐵巴士

## 觀光景點
觀光
- 黄金水松
- 新城峠
- 上金剛山展望台
- 旭丘公園
- 空知大瀑布
- 新城夫婦瀑布
- 三段瀑布
- 北之京・蘆別

文化遺產

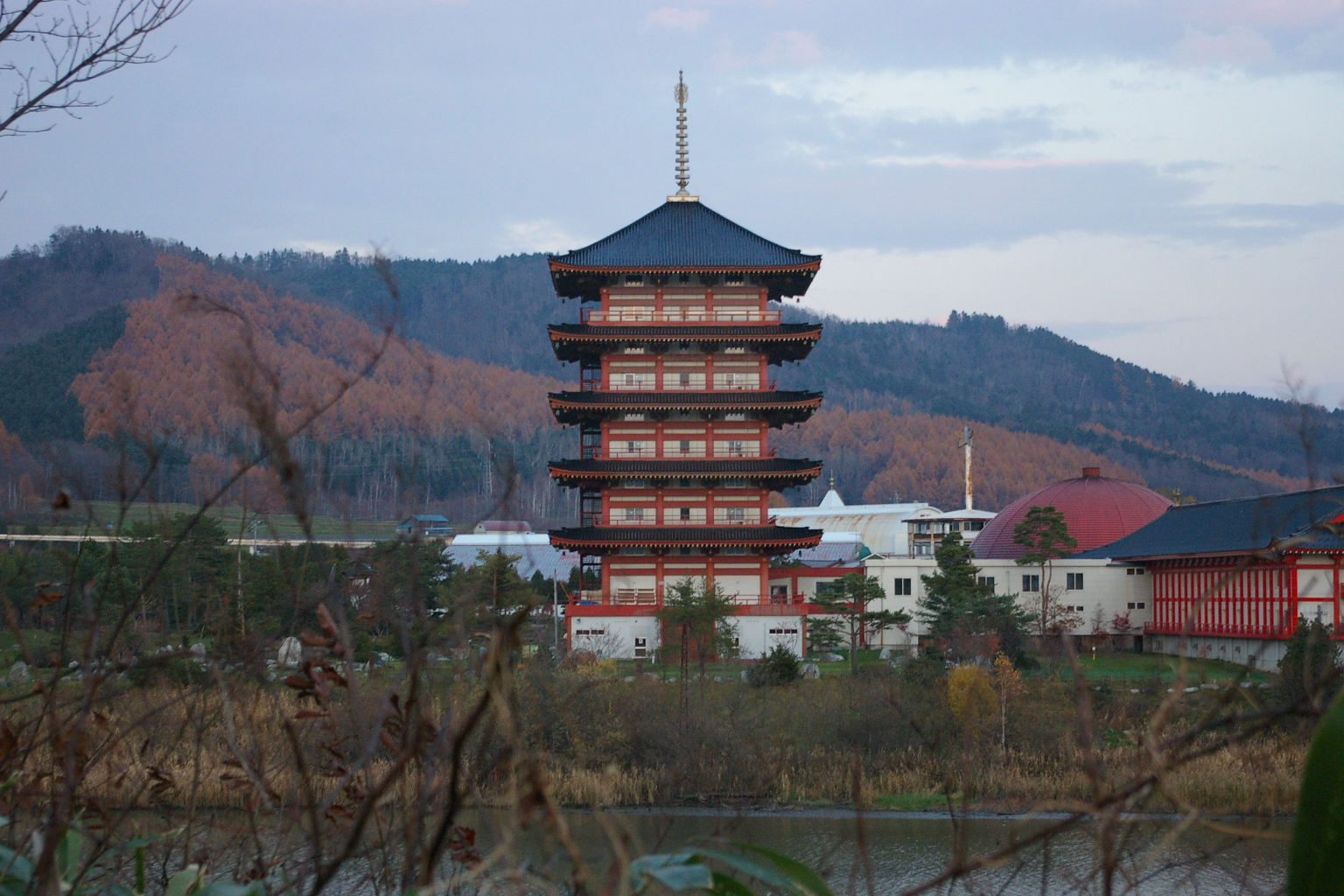
原北之京・蘆別中的五重塔飯店

- 星槎大學（舊頼城小學校）校舍 体育館（國登錄有形文化財）
- 野花南周堤墓群（北海道指定文化財）
- 瀧里遺跡群出土遺物（北海道指定文化財）
- 天然記念物（北海道指定文化財）
- 黃金水松（北海道指定文化財）

## 教育
大學
- 星槎大學蘆別校區

專門學校
- 北日本自動車大學校（日语：北日本自動車大学校）

高等學校
- 北海道蘆別高等學校（日语：北海道芦別高等学校）
- 星槎國際高等學校（日语：星槎国際高等学校）

中學校
- 蘆別市立蘆別中學校（日语：芦別市立芦別中学校）

小學校
- 蘆別市立蘆別小學校（日语：芦別市立芦別小学校）
- 蘆別市立上蘆別小學校

## 姊妹市・友好都市

### 海外
- 夏洛特顿（加拿大 愛德華王子島）

## 本地出身的名人
- 玄武滿：演員、前大相撲力士
- 高橋慶彥：前職業棒球選手
- 手嶋龍一：記者
- 水谷豐：俳優
- 横山輝一：創作歌手、音樂製作人
- 若松市政：前職業摔角選手、現蘆別市議會議員
- 脇屋友詞：中華料理廚師

## 外部連結
- （日語）蘆別市網頁 (觀光篇)
- （日語）蘆別警察署